# Каталактика
Каталактика  (англ. Catallactics; від дав.-гр. καταλλαξία)— економічна теорія. Арістотелівський термін, який означає «ринкове господарство, що використовує гроші як посередника в обміні», «перетворення ворогів на друзів», «перетворення чужого на члена спільноти». Термін використовували Людвіг фон Мізес і Фрідріх фон Гаєк для позначення нового змісту економічної науки - економічну теорію ринкового суспільства.  
Предметом каталактики є аналіз тих дій, які робляться на основі грошового розрахунку. Каталактика включає в свій предмет ряд «позаекономічних» феноменів, але не досліджує багато явищ недобровільною природи, які традиційно вивчаються економістами, такі як податки, тарифи, ліцензування та ін. 
Каталактика — праксеологічна теорія. 

Термін вперше запропонований англійським та ірландським філософом, теологом та економістом Річардом Вотлі (англ. Richard Whately) у 1838 р. Предмет вивчення — каталаксія — розширений порядок людської взаємодії.
Саме з метою остерегти вас від упереджень, створених таким чином (а ви, ймовірно, зустрінетеся з багатьма випадками осіб, які перебувають під їх впливом), я висловив свої заперечення проти назви політекономії. Зараз, я вважаю, надто пізно думати про те, щоб це змінити. Справді, А. Сміт назвав свою роботу трактатом про «Багатство народів»; але це дає назву лише предмету, а не самій науці. Назва, якій я мав би віддати перевагу як найбільш описовій та загалом найменш заперечувальній, це назва КАТАЛАКТИКА, або «Наука про обмін».
Також Джон Хікс запропонував називати неокласичну теоретичну парадигму "каталактикою" - наукою про обмін. 

За визначенням економіста Австрійської школи Людвіга фон Мізеса, предмет каталактики:
Предметом каталактики є усі ринкові явища зі своїм корінням, відгалуженням і наслідками. Люди, які торгують на ринку, спонукаються не тільки бажанням отримати їжу, дах і сексуальну насолоду, але й багатьма ідеалістичними мотивами. Вони роблять вибір між різними альтернативними варіантами, не важливо, чи вони класифікуються як матеріальні, чи ідеальні. На реальній шкалі цінності матеріальні і ідеальні речі хаотично змішані. Навіть якщо б було можливо провести чітку межу між матеріальними і нематеріальними інтересами, необхідно розуміти, що кожна конкретна дія або спрямована на реалізацію й матеріальних, й ідеальних цілей, або є результатом вибору між матеріальним та ідеальним. 